# Cladothenea
Cladothenea is een geslacht van sponsdieren uit de klasse van de Demospongiae (gewone sponzen). 

## Soort
- Cladothenea andriashevi Koltun, 1964